# Хаос Атлантида
Хаос Атлантида (лат. Atlantis Chaos) — це регіон із сильно поруйнованим рельєфом у квадранглі Phaethontis на планеті Марс. Він розташований за координатами 34,7° південної широти та 177,6° західної довготи. Протяжність цього регіону становить близько 162 км, а свою назву він отримав від класичної деталі альбедо, розташованої за координатами 30° пд. ш., 173° зх. д.
Atlantis Chaos складається із багатьох різних форм рельєфу — окремих скель, ескарпів, гряд, кратерів, каналів, що утворилися на схилах кратерів, тощо. Таке розмаїття форм рельєфу свідчить про багату геологічну історію, а наявність викарбуваних у поверхні каналів є ознакою присутності в минулому води в рідкому стані у цій місцевості. Крім того, деякі вчені припускають, що окремі кратери свого часу були водоймами.
2015 року, на основі знімків, виконаних космічним апаратом Mars Express Європейської космічної агенції у грудні 2008, лютому 2009 та в січні 2014 рр., дослідники з Вільного університету Берліна створили реалістичну анімацію віртуального польоту над Atlantis Chaos.